# Quarterly Review

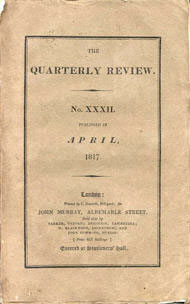
Quarterly Review, April 1817

Der Quarterly Review war eine englische Zeitschrift für Politik und Literatur, die von 1809 bis 1967 vierteljährlich erschien. Sie stand den Konservativen (Tories) nahe und war eines der bekanntesten Magazine in Großbritannien im 19. Jahrhundert.
Sie wurde vom Außenminister George Canning als Antwort auf den liberalen Edinburgh Review ins Leben gerufen und erschien in London bei John Murray. Erster Herausgeber bis 1824 war William Gifford. Sie vertreten anfangs liberale konservative Ansichten und waren zwar Gegner großer Reformen, aber gegen Sklaverei, moderate Justizreformen und für menschlichere Behandlung von Gefangenen und Geisteskranken. Zu den Autoren zählten anfangs John Wilson Croker, Robert Southey, Walter Scott, Charles Lamb, Charles Maturin und Ugo Foscolo.
Der Schwiegersohn und Biograph von Walter Scott John Gibson Lockhart (1794–1854) war von 1826 bis 1853 Herausgeber. Unter ihm öffnete sich das Magazin auch konservativeren Strömungen der Tories. 1867 bis 1893 war der Lexikograf William Smith Herausgeber.
Sie waren für einige heftige Verrisse bekannt, zum Beispiel von Lady Morgan, Walter Savage Landor, Mary Wollestonecraft Shelley und Percy Bysshe Shelley und 1817 des Endymion von John Keats (durch John Wilson Croker). Shelley und Byron gaben dem Verriss von Keats eine Mitschuld am Tod von Keats.
Seit 2007 gibt es eine gleichnamige Zeitschrift in England, die ebenfalls den Konservativen nahesteht (und Nachfolger des von 1993 bis 2005 erschienenen Right Now ! ist).